# When I Lost You

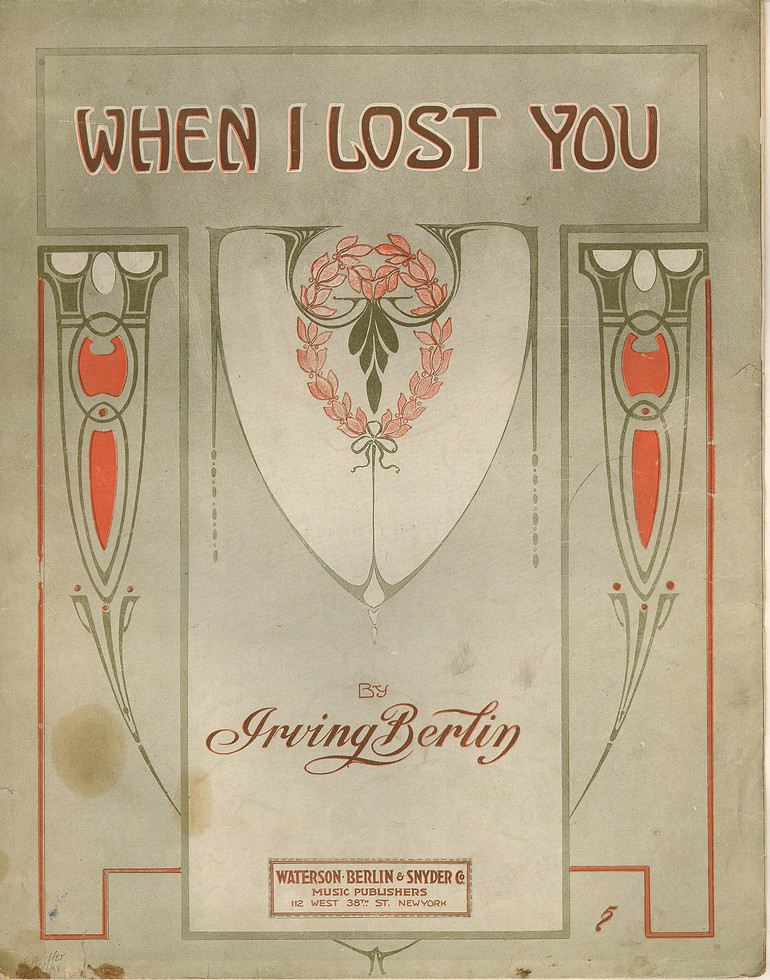
When I Lost You

When I Lost You – piosenka skomponowana i napisana przez Irvinga Berlina w 1912. Pierwotnie utwór nagrany został przez Manuela Romaina.
Najbardziej znane wersje: Henry’ego Burra i The Mills Brothers.